# Cmentarz żydowski w Lesznie
Cmentarz żydowski w Lesznie – leży przy ul. Jana Pawła II 14. Został założony w 1626 roku. Ostatni znany pochówek odbył się w 1939. Podczas II wojny światowej Niemcy zdewastowali cmentarz. Niemcy używali rozbitych nagrobków jako gruz przy budowie dróg. Następnie na cmentarzu wybudowali tartak. W latach siedemdziesiątych na terenie cmentarza wybudowano osiedle. Pozostała do dziś cząstka cmentarza to fragment miejsca grzebalnego, dom przedpogrzebowy oraz dom grabarza. Na początku lat dziewięćdziesiątych na cmentarzu dawało odnaleźć się fragmenty rozbitych nagrobków, zaś pięć uszkodzonych macew znajdowało się w miejscowym muzeum.
Na zachowanym skrawku cmentarza, mającym powierzchnię 0,5 ha zachowało się około 400 macew, z których najstarsza pochodzi z 1700 roku.